# Hyalella lucifugax
Hyalella lucifugax is een vlokreeftensoort uit de familie van de Hyalellidae. De wetenschappelijke naam van de soort is voor het eerst geldig gepubliceerd in 1876 door Faxon.